# Michael Fredriksson
Jan Michael Fredriksson (ur. 11 marca 1949 w Göteborgu) – szwedzki lekkoatleta, sprinter, halowy mistrz Europy z 1974.
Zajął 7. miejsce w sztafecie 4 × 400 metrów na mistrzostwach Europy w 1969 w Atenach. Na kolejnych mistrzostwach Europy w 1971 w Helsinkach ponownie zajął 7. miejsce w sztafecie 4 × 400 metrów, a także odpadł w półfinale biegu na 400 metrów. Odpadł w eliminacjach biegu na 400 metrów na  halowych mistrzostwach Europy w 1973 w Rotterdamie.
Zdobył złoty medal w sztafecie 4 × 2 okrążenia na halowych mistrzostwach Europy w 1974 w Göteborgu (sztafeta biegła w składzie: Fredriksson, Gert Möller, Anders Faager i Dimitrie Grama), a w biegu na 400 metrów odpadł w eliminacjach. Na mistrzostwach Europy w 1974 w Rzymie zajął 6. miejsce w finale biegu na 400 metrów oraz 7. miejsce w sztafecie 4 × 400 metrów. Odpadł w półfinale biegu na 400 metrów na halowych mistrzostwach Europy w 1975 w Katowicach i eliminacjach tej konkurencji na halowych mistrzostwach Europy w 1977 w San Sebastián. 
Fredriksson był mistrzem Szwecji w biegu na 400 metrów w 1970, 1972 i 1976, a w hali mistrzem na tym dystansie w 1975. Był również halowym mistrzem Finlandii w biegu na 400 metrów w 1972.
Był rekordzistą Szwecji w biegu na 400 metrów z wynikiem 45,8 s, uzyskanym 20 lipca 1974 w Göteborgu, a także w sztafecie 4 × 400 metrów z wynikiem 3:07,2, osiągniętym 14 sierpnia 1971 w Helsinkach.